# Мбах Гото
Това е индонезийско лично име, няма фамилно име.
Сапарман Содимейо (на индонезийски: Saparman Sodimejo), повече известен като Мбах Гото (на явански: Mbah Gotho), е жител на Индонезия, претендент за най-стария човек на Земята.
През май 2010 г. в-к Solopos (издаван в гр. Суракарта) съобщава, че участници в преброяването на населението от 2010 г. са записали, че кара своята 142 година, което го прави с 19 г. по-възрастен от доказано най-възрастния дотогава човек французойката Жан Калман (Jeanne Calment), починала през 1997 г. Уебсайтът на индонезийската телевизионна програма Liputan 6 тогава оценява неговата възраст на 140 г., като отбелязва, че той не може да си спомни своята точна рождена дата, но има спомени от строителството на захарна фабрика, построена в Сраген (Sragen), днес в провинция Централна Ява, през 1880 г.
През август 2016 г. след телевизионен репортаж на Liputan 6 много чуждестранни медии съобщават за Мбах Гото, показвайки и неговата актуална лична карта (издадена през 2014 г.) с официална рождена дата 31 декември 1870 г. В публикацията на Liputan 6 от 2010 г. се съобщава също и за други местни рекордни дълголетници, включително за жена на име Маемуна (Maemunah), известна и като Амбу Унах (Ambu Unah), предполагаемо родена в днешната провинция Бантен през 1867 г.
Все пак, възрастта на Гото е оспорвана от някои експерти. Робърт Йънг от международната Организация за геронтологични изследвания (Gerontology Research Group) категоризира възрастта му като „измислица“, посочвайки че 100% от хората, които са твърдели, че са по-стари от 120 години, са се оказали лъжци.